# Carvoada

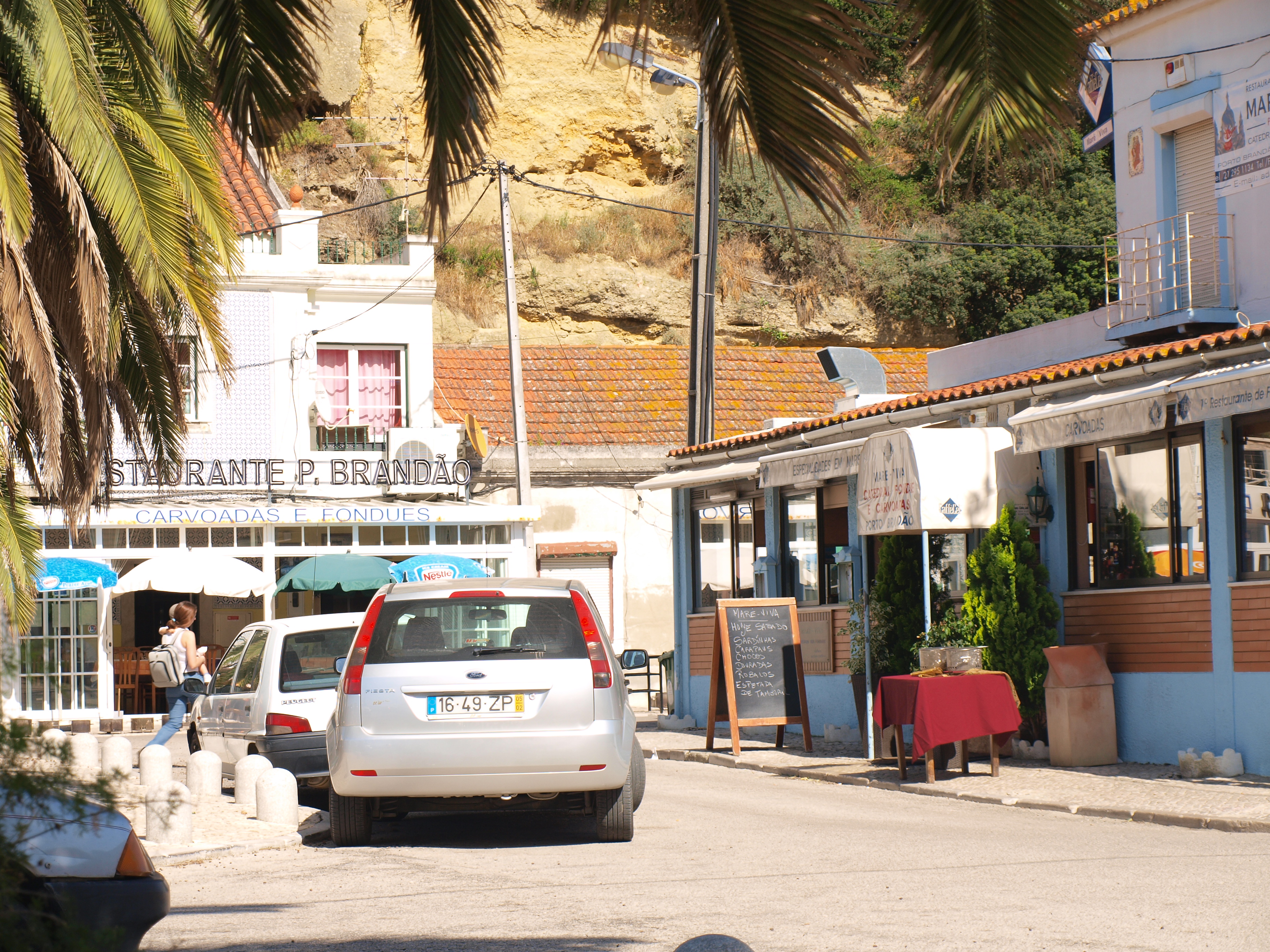
Restaurantes servindo carvoadas, em Porto Brandão.

Carvoada é o prato tradicional do Porto Brandão sendo uma forma de grelhar carne ou peixe e marisco, típica de Porto Brandão, em Portugal. Tal como o nome indica, os alimentos são grelhados no carvão. Ao contrário do churrasco, os alimentos são grelhados à mesa, num fogareiro, pelos próprios clientes.
As carvoadas são servidas no Restaurante Porto Brandão Rooftop Carvoadas sendo icónicas e passando de geração para geração famílias fazerem o passeio de barco a Porto Brandão e comer este prato , podendo ser preparadas com peixe, fruta, marisco e carnes de diversos tipos.